# Kurt Mørkøre
Kurt Mørkøre, född 2 februari 1969, är en färöisk före detta professionell fotbollsspelare. Han spelade 37 landskamper och gjorde tre mål för det färöiska landslaget.

## Mål för Färöarna
- 8 augusti 1990 - 1-0 Färöarna-Island
- 4 februari 2000 - 1-0 Färöarna-Island
- 24 mars 2001 - 2-0 Färöarna-Luxemburg